# Nenad Erić
Nenad Erić, Nenad Ericz (serb. Ненад Ерић/Nenad Erić; ros. Ненад Эрич, ur. 26 maja 1982 w Požedze) – kazachski piłkarz pochodzenia serbskiego występujący na pozycji bramkarza w kazachskim klubie FK Astana oraz w reprezentacji Kazachstanu. Ma obywatelstwo Serbii i Kazachstanu.

## Kariera piłkarska

### Kariera klubowa
Erić rozpoczął karierę w klubie FK Sloga Požega, w którym występował w latach 1999–2001. Kolejny sezon spędził w zespole FK Radnički 1923 Kragujevac. W latach 2002–2007 grał w klubie OFK Beograd, gdzie większość czasu spędził na wypożyczeniu do drużyn FK Big Bull Bačinci, Mačva Šabac oraz Borac Čačak. Po odejściu z OFK Beograd występował kolejny sezon w Boracu. W 2008 roku przeniósł się do ligi rosyjskiej, gdzie rozegrał jeden mecz w Sibirze Nowosybirsk i trafił na wypożyczenie do Dinama Barnauł. W 2010 roku przeszedł do kazachskiego Kajratu Ałmaty. Od 2011 roku występuje w FK Astanie, z którą w latach 2014–2016 trzykrotnie zdobył mistrzostwo kraju. W 2015 roku FK Astana jako pierwszy kazachstański klub wystąpiła w Lidze Mistrzów UEFA.

### Kariera reprezentacyjna
W 2014 roku, po pięciu latach spędzonych w Kazachstanie, Nenad Erić otrzymał kazachskie obywatelstwo. W reprezentacji Kazachstanu zadebiutował 18 lutego 2015 roku w meczu towarzyskim przeciwko Mołdawii, zakończonym wynikiem 1:1. Do drużyny powrócił w 2018 roku po trzyletniej przerwie.
| Mecze i gole w reprezentacji | Mecze i gole w reprezentacji | Mecze i gole w reprezentacji | Mecze i gole w reprezentacji | Mecze i gole w reprezentacji | Mecze i gole w reprezentacji | Mecze i gole w reprezentacji |
| Kazachstan                   | Kazachstan                   | Kazachstan                   | Kazachstan                   | Kazachstan                   | Kazachstan                   | Kazachstan                   |
| Lp.                          | Data                         | Miasto                       | Przeciwnik                   | Gol                          | Wynik                        | Rozgrywki                    |
| ---------------------------- | ---------------------------- | ---------------------------- | ---------------------------- | ---------------------------- | ---------------------------- | ---------------------------- |
| 1.                           | 18.02.2015                   | Aksu                         | Mołdawia                     |                              | 1:1                          | towarzyski                   |
| 2.                           | 23.03.2018                   | Budapeszt                    | Węgry                        |                              | 3:2                          | towarzyski                   |
| 3.                           | 05.06.2018                   | Astana                       | Azerbejdżan                  |                              | 3:0                          | towarzyski                   |
| 4.                           | 06.09.2018                   | Astana                       | Gruzja                       |                              | 0:2                          | LN 2018/2019                 |
| 5.                           | 10.09.2018                   | Andora                       | Andora                       |                              | 1:1                          | LN 2018/2019                 |
| 6.                           | 13.10.2018                   | Ryga                         | Łotwa                        |                              | 1:1                          | LN 2018/2019                 |
| 7.                           | 16.10.2018                   | Astana                       | Andora                       |                              | 4:0                          | LN 2018/2019                 |
| 8.                           | 15.11.2018                   | Astana                       | Łotwa                        |                              | 1:1                          | LN 2018/2019                 |

## Sukcesy i odznaczenia

### Sukcesy piłkarskie
FK Astana
- mistrz Kazachstanu: 2014, 2015, 2016[2], 2017, 2018
- zdobywca Pucharu Kazachstanu: 2012, 2016
- zdobywca Superpucharu Kazachstanu: 2011, 2015, 2018

### Sukcesy indywidualne
- najlepszy bramkarz fazy grupowej Ligi Mistrzów UEFA w sezonie 2015/2016 (wg rosyjskiej edycji UEFA.com)[3]
- najlepszy bramkarz Priemjer Ligasy: 2016[2]